# 李廷謨
李廷謨（1547年—？），字明皐，號橙崖，江西南昌府豐城縣人，軍籍，明朝政治人物。

## 生平
隆慶四年（1570年）庚午科江西鄉試第七名，萬曆八年（1580年）庚辰科會試第二百三名，登三甲第一百五十一名進士。通政司觀政，本年授成都府推官，十三年充本省乡试同考官，十四年十月选授吏科給事中，侍从经筵，十六年任云南乡试主考官，九月升兵科右，十七年正月升工科左，十八年八月升河南副使，備兵河北，杨应龙之乱时，调任四川，驻守叙州，因劳累患病请假告歸。二十七年考察调用。
萬曆三十三年（1605年）九月复除湖广副使，分守湖北道。三十五年十月被湖广巡按御史史学迁弹劾去職。当时父亲李瓒致仕在家，与兄李廷觀优游子舍十余年，百计娱亲，诗歌唱和，乡里荣之。
著有《白雲窗草》、《惜阴评纂》。

## 家族
曾祖李充實；祖父李光胤，贈中大夫運使；父李瓚，字臣献，嘉靖二十八年（1549年）己酉科举人，曾任寶應知縣 累封中大夫運使。母夏氏（封太淑人）。兄李廷觀，嘉靖三十五年进士，官福建、河東运使。侄子李啓美，萬曆進士。